# Zoë Quinn
Zoë Tiberius Quinn (født 1987) er en canadisk-amerikansk computerspilsudvikler, programmør, forfatter, og datalog. De udviklede teksteventyret Depression Quest, som udkom på Steam i februar 2013. I 2014, blev en blog startet af deres ekskæreste knyttet sammen med Gamergate-kontroversen.